# Rachid Belhout
Rachid Belhout, né le 14 juin 1944 à Sétif en Algérie et mort le 9 août 2020 à Fresnois-la-Montagne était un entraîneur diplômé du Heysel et ancien joueur algérien de football. Il officie ensuite au poste d'entraîneur.

## Biographie
Rachid Belhout commence sa carrière d'entraîneur dans le club belge du Royale Jeunesse Arlonaise, il entraînera par la suite au Luxembourg, plus précisément à l'Olympique Eischen, et ensuite au Red Boys Differdange. Il revient par la suite en Belgique, au Léopold Club Bastogne. Il découvrira ensuite la Division d'Honneur française, chez l'Union Sportive Bassin de Longwy. Par la suite, il revient au Luxembourg, au FC Wiltz 71. Il y reviendra une autre fois pour entraîner le Racing FC Union Luxembourg après un petit détour en Belgique chez le FC Lorrain Arlon.
Alors qu'il décida de prendre un peu de repos, malgré son âge, il est sollicité lors de la saison 2005-2006 par le président du Royal Excelsior Virton pour prendre la barre technique. Il dirigea quelques matches en tant que coentraîneur et préparateur physique avant d'être nommé entraîneur principal de l'équipe première. Avant même qu'il entame la deuxième manche du championnat, il est sollicité par l'Entente sportive de Sétif. Pour services rendus au club, le président le libère sans aucune condition. Après maintes discussions et deux aller-retour sur Sétif, il décida de se mettre au service du club de Aïn-EI-Fouara, sa ville natale. Mais la saison suivante, malgré avoir été élu entraîneur de l'année 2006, il rejoint l'Association Sportive Olympique Chlef pour une saison, puisque la saison suivante, il entraîne le Mouloudia club El Eulma. Au terme de son contrat avec cette équipe en 2009, il fait un petit crochet d'un an en Tunisie chez l'Olympique de Béja, ou il gagne l'édition 2010 de la Coupe de Tunisie de football. En décembre 2010, à la suite de mauvais résultats, Rachid Belhout retourne en Algérie pour entraîner le club le plus titré de ce pays, la Jeunesse sportive de Kabylie avec lequel il remporte la Coupe d'Algérie de football.
Il entraîne ensuite le CS Constantine de février à juin 2012 puis l'ASO Chlef jusqu'octobre 2012. Le 6 novembre 2012, il est nommé entraîneur du MC El Eulma.
Il décède d'un accident de la route le 9 août 2020.

## Palmarès
- Oscars de Maracana Meilleur entraineur du championnat d'Algérie en 2008

- Vainqueur de la Coupe de Tunisie 2009-2010 avec l'Olympique de Béja.
- Vainqueur de la Coupe d'Algérie 2010-2011 avec la Jeunesse sportive de Kabylie.
  - Finaliste : 2007 avec la USM Alger